# تونغفا
التونغفا هو شعب من الشعوب الأمريكية الأصلية التي استوطنت الغرب الأمريكي وكان تواجدها الرئيسي في ولاية كاليفورنيا وخصوصا حوض لوس أنجلوس وجزر القنال الجنوبية على منطقة تبلغ مساحتها التقديرية حوالي 4,000 ميل مربع (10,000 كـم2)، وذلك قبل قدوم الوافدين الأوروبيين.

تعني التونغفا باللغة المحلية «شعب الأرض»، وقد سماهم الأوروبيون «الغابرييليين» أو «الغابرييلو تونغفيين» وذلك نسبة إلى القديس الإسباني «سان غابرييل أركانجل» الذي كان وراء نشر المسيحية في هذا الشعب عند قدومه خلال رحلة تبشيرية في القرن الثامن عشر
عرف شعب التونغفا والتشوماش بنشاطه البحري في العالم الجديد في الفترة التي سبقت الاستعمار الأوروبي.
العديد من الادلة تدل على انهم جاؤا من نيفادا إلى ساحل كاليفورنيا الجنوبي منذ 3500 عام. وبحلول عام 500 قبل الميلاد كانوا قد سيطروا على كل الأراضي المحيطة بهم. قاموا بتجارة واسعة مع المجاورين

## وصلات خارجية
- مواقع باللغة الإنجليزية:
  - قبيلة التونغفا
  - مجلس القبيلة في سان غابرييل
  - التونغفا (غابرييلينوس)
  - متحف انتلوب لفنون الأمريكيين الأصليين